# Brunoy
Brunoy là một xã ở tỉnh Essonne thuộc vùng Île-de-France miền bắc nước Pháp.
Theo điều tra dân số năm 1999, dân số xã này là 23.617 người. Ước tính dân số năm 2005 là 25.800.
Danh xưng cư dân địa phương Brunoy trong tiếng Pháp là Brunoyens.